# Mavlyanovite
La mavlyanovite è un minerale la cui descrizione è stata pubblicata nel 2009 in base ad una scoperta avvenuta lungo il corso superiore del fiume Koshmansay, Uzbekistan ed approvato dall'IMA nel 2008. Il nome è stato attribuito in onore del geologo e sismologo uzbeco Gani Arifkhanovich Mavlyanov (Гани Арифханович Мавлянов). È un siliciuro di manganese, analogo della xifengite con il manganese al posto del ferro.

## Morfologia
La mavlyanovite è stata scoperta sotto forma di cristalli prismatici esagonali di 1-2mm negli interstizi della matrice.

## Struttura cristallina
La struttura cristallina della mavlyanovite è formata da poliedri di SiMn9 a coordinazione 9 con le facce in comune a formare anelli di 6 elementi. Al centro di ogni anello si trova uno spazio vuoto di forma ottaedrica che presumibilmente contiene un atomo aggiuntivo di carbonio. Fogli di anelli di 6 elementi sono impilati lungo l'asse 63 a formare una struttura a tunnel parallela a [001].

## Origine e giacitura
La mavlyanovite è stata trovata in un camino kimberlitico di lamproite associata con suessite, ferro nativo, moissanite, diamante, cromite, khamrabaevite, alabandite ed altri minerali che si formano in condizioni di alta pressione e temperatura.  Il minerale è segregato, con un silicocarburo ed un silicofosfuro di manganese in forme da sferiche ad ovoidali fino a 10 cm di diametro nel vetro vulcanico.